# Marcantonio Colonna
Marcantonio (II) Colonna (Civita Lavinia, 1535 – Medinaceli, 1 augustus 1584), hertog en prins van Paliano, was een Italiaanse generaal en admiraal. Van 1577 tot 1584 was hij onderkoning van Sicilië.

## Biografie
Marcantonio werd geboren in Civita Lavinia als telg van de rijke familie Colonna in Latium, een belangrijke leenman van de Kerkelijke Staat en het koninkrijk Sicilië. In 1552 trouwde hij met Felicia Orsini. In 1553-1554 werd hij benoemd tot commandant van de Spaanse cavalerie in de oorlog tegen Siena, onder leiding van de hertog van Alva. Hij oogstte tijdens deze oorlog veel lof en werd teruggeroepen naar Rome. Hier werd hij in 1571 belast met het commando van de troepen van de Kerkelijke Staat in de Slag bij Lepanto.
In 1577 werd hij benoemd tot onderkoning van Sicilië. Hij behield deze positie doch moest de baan ruimen door toedoen van inquisiteur Diego Haëdo. Via Rome reisde hij naar Spanje waar hij plots overleed in 1584, mogelijk door vergiftiging.
Marcantonio Colonna was heer van Marino, een dorp enkele kilometers ten zuiden van Rome. Nog steeds vereert de bevolking hem met een groot feest dat jaarlijks wordt gehouden, onder de naam "Sagra dell'uva". 

## Dubbele moord
In Palermo had Colonna een verhouding met Eufrosia Siracusa Valdaura, de echtgenote van Calcerano Corbera. Volgens een Siciliaanse kroniek liet hij eerst diens vader Antonio Corbera uit de weg ruimen (hij stierf in een cel) en daarna de zoon (weggestuurd naar Malta onder Pompeo Colonna en met messteken omgebracht). Leonardo Sciascia schreef erover in zijn verhaal Eufrosina, opgenomen in De wijnrode zee (1973).
- Biblioteca Nacional de España: XX892260
- Bibliothèque nationale de France: cb133285700 (data)
- Gemeinsame Normdatei: 124986625
- International Standard Name Identifier: 0000 0000 6133 3176
- Library of Congress Control Number: n2004024492
- Nederlandse Thesaurus van Auteursnamen: 262644754
- Istituto Centrale per il Catalogo Unico: PUVV404854
- SNAC: w6f50qsk
- Système universitaire de documentation: 071000151
- Virtual International Authority File: 62496423
- WorldCat: E39PBJtcFdpTcgFGbR8KqcDTHC